# Mikołaj Firlej
Mikołaj Firlej (gestorven: 1526) was een Poolse szlachta en grootkroonhetman.

## Biografie
In 1507 werd Mikołaj Firlej woiwode van Lublin en in 1514 ook van Sandomierz. Een jaar later volgde de benoeming tot grootkroonhetman. Hij vocht diverse malen tegen de Tataren, maar hij bleek geen effectief leider te zijn van de Poolse cavalerie in de oorlog tegen de Duitse Orde. Daarnaast was hij ook actief als diplomaat. Zo ondernam hij diverse diplomatieke reizen naar Hongarije en het Ottomaanse Rijk, waaronder in de periode 1489-1502. Ook was hij als diplomaat aanwezig bij het Eerste Congres van Wenen in 1515 tussen de vorsten van de Jagiellonen en Keizer Maximiliaan I.

## Trivia
- Mikołaj Firlej is een van de personages die te zien is op het schilderij Pruissische Hommage van Jan Matejko.